# Mbeere (peuple d'Afrique)
Pour les articles homonymes, voir Mbeere.

Implantation à l'est du mont Kenya

Les Mbeere sont un peuple bantou d'Afrique de l'Est établi au Kenya dans la Province orientale. Ils sont proches des Embu.

## Ethnonymie
Selon les sources et le contexte, on observe plusieurs variantes : Emberre, Mbeeres, Mbere, Mbire.

## Langue
Ils parlent le mbeere, un dialecte du kiembu, une langue bantoue. Le nombre de locuteurs du mbeere était estimé à 61 725 en 1980.

## Population
Lors du recensement de 2009 au Kenya, 168 155 Mbeere ont été recensés.